# Bert Flugelman

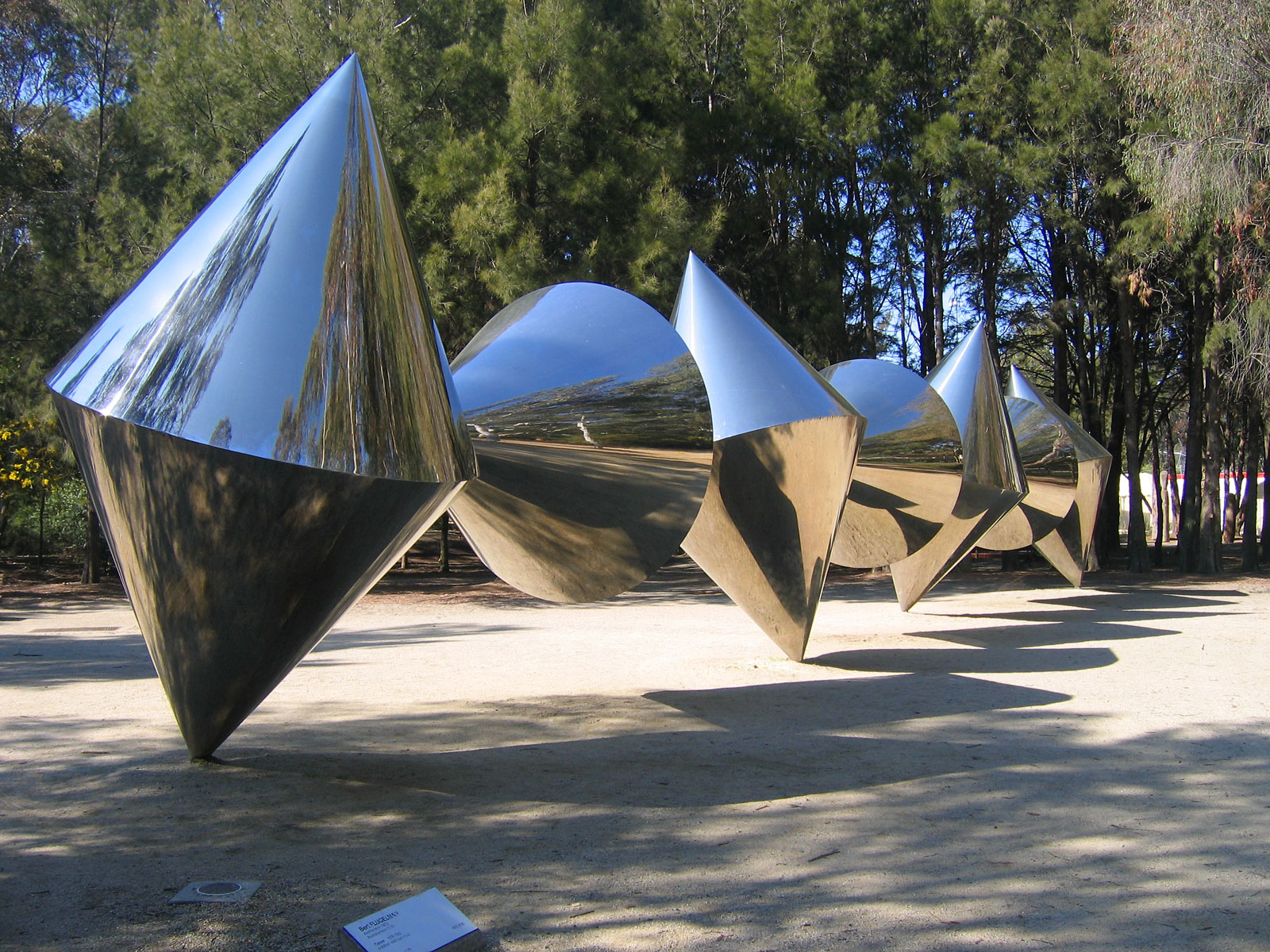
Cones (1982) in Canberra

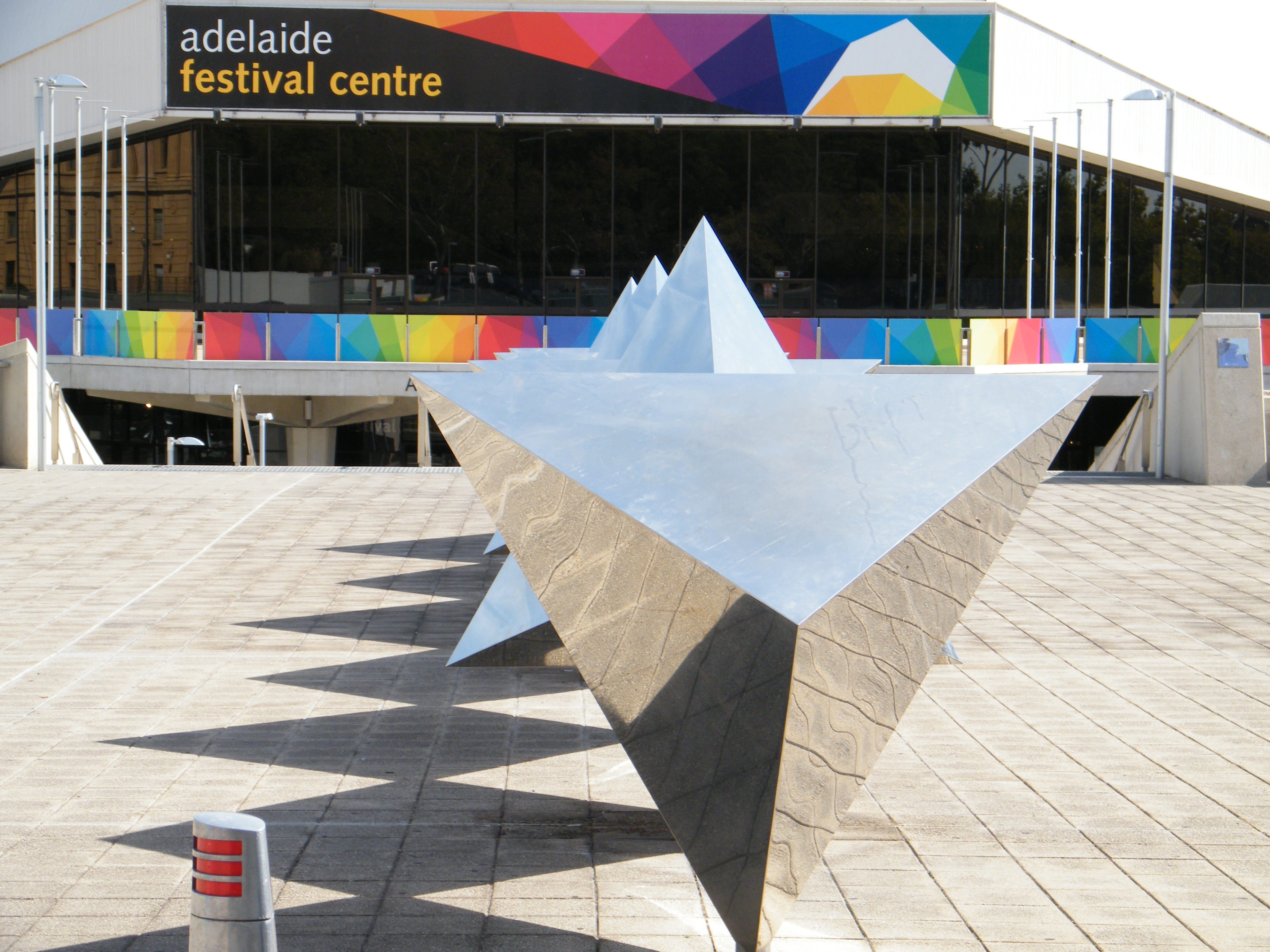
Sculpture Festival Centre Adelaide

Bert Flugelman (Wenen, januari 1923 – Bowral, 26 februari 2013) was een Australische beeldhouwer.

## Leven en werk
Herbert Flugelman werd geboren in Wenen. Met zijn Joodse familie emigreerde hij in 1938 naar Australië, voor het uitbreken van de Tweede Wereldoorlog. Van 1943 tot 1946 diende Flugelman in het Australische leger, maar hij nam geen deel aan gevechtshandelingen. Van 1948 tot 1951 studeerde hij aan de National Art School in Sydney. In de periode tussen 1951 en 1955 maakte hij veelvuldig reizen naar het buitenland. In 1952 raakte hij besmet met het poliovirus, hetgeen hem deels verlamde. Desondanks had hij voor zijn definitieve terugkeer naar Australië diverse tentoonstellingen in Londen (Piccadilly Gallery) en New York (Barone Gallery).
Van 1972 tot 1983 was Flugelman docent en aansluitend hoofd afdeling beeldhouwen van de South Australian School of Art. Gedurende deze periode voltooide hij zijn meest bekende werken zoals: Festival Sculpture (1974), Spheres (1979) en Cones (1982) in het Beeldenpark van de National Gallery of Australia in Canberra. Van 1984 tot 1990 was Flugelman werkzaam bij de faculteit Creative Arts van de Universiteit van Wollongong. In 1991 volgde zijn benoeming tot hoogleraar. In 1995 werd hij vereerd met een eredoctoraat (Honoris Causa) voor zijn verdiensten op het terrein van de beeldende kunst. Flugelman ontving belangrijke onderscheidingen, zoals in 1997 de Australia Council, Visual Arts/Craft Fund, Emeritus Award. Veel van zijn werken zijn te zien in steden in heel Australië.
Hij woonde en werkte in Bowral in de Southern Highlands van New South Wales, waar hij in 2013 ook stierf.

## Werken (selectie)
- 1962 betonreliëfs, A.O.R. Kurnell, New South Wales
- 1965 Untitled six figure group, Goldstein Courtyard, Beeldenroute van de Universiteit van New South Wales in Sidney
- 1966/67 Untitled (welded copper and mosaic fountain) at Bruce Hall, Australian National University in Canberra
- 1973 Continuum, Universiteit van Adelaide
- 1974 Environmental sculpture Tetrahedra, Adelaide Festival Centre in Adelaide
- 1975 The Knot, Light Square in Adelaide
- 1977 Spheres, Rundle Mall, Adelaide
- 1978 Spiral and Wave, Wollongong City Gallery in Wollongong (New South Wales)
- 1978 Pyramid Tower, Sydney ("The Silver Shish Kebab")
- 1978/79 Tumbling Cubes at the Margaret Timpson Park, district Belconnen, Canberra
- 1982 Cones, National Gallery of Australia, Canberra;
- 1985 Gateway to Mount Keira, Universiteit van Wollongong
- 1985 Stainless Steel Sculpture, Penrith Regional Gallery, Emu Plains (NSW)
- 1988 Winged figure - Lawrence Hargrave Memorial, Universiteit van Wollongong
- 1999/2000 Federation Arch, Orange Botanical Garden, Orange (NSW)
- 2005 Tribute (to Richard Llewellyn), Adelaide Festival Centre
- 2006 Slow Spiral, Queens Plaza in Brisbane
- 2007 Transition series (drie sculpturen), Universiteit van Wollongong

## Fotogalerij

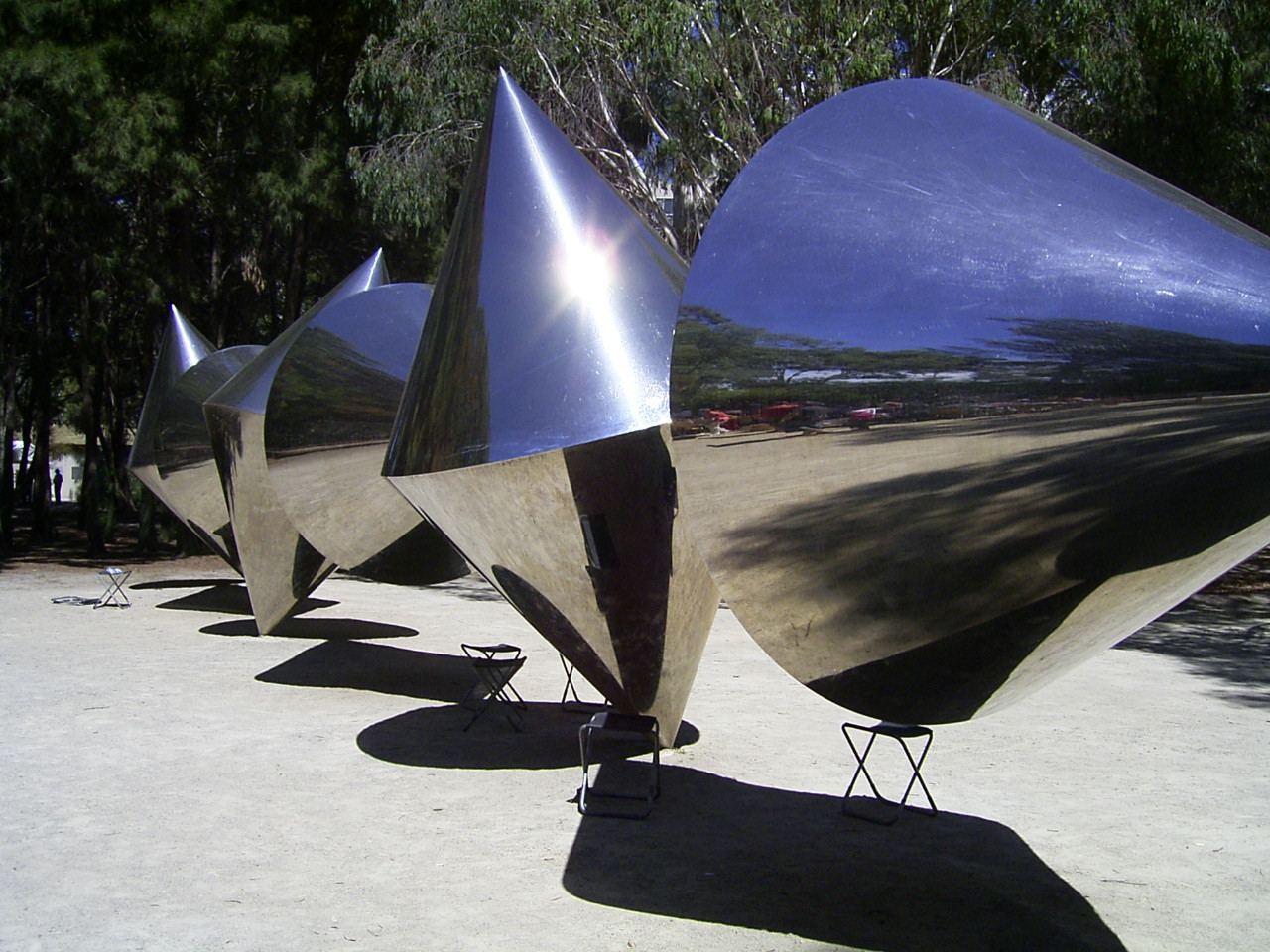
Cones (1982)
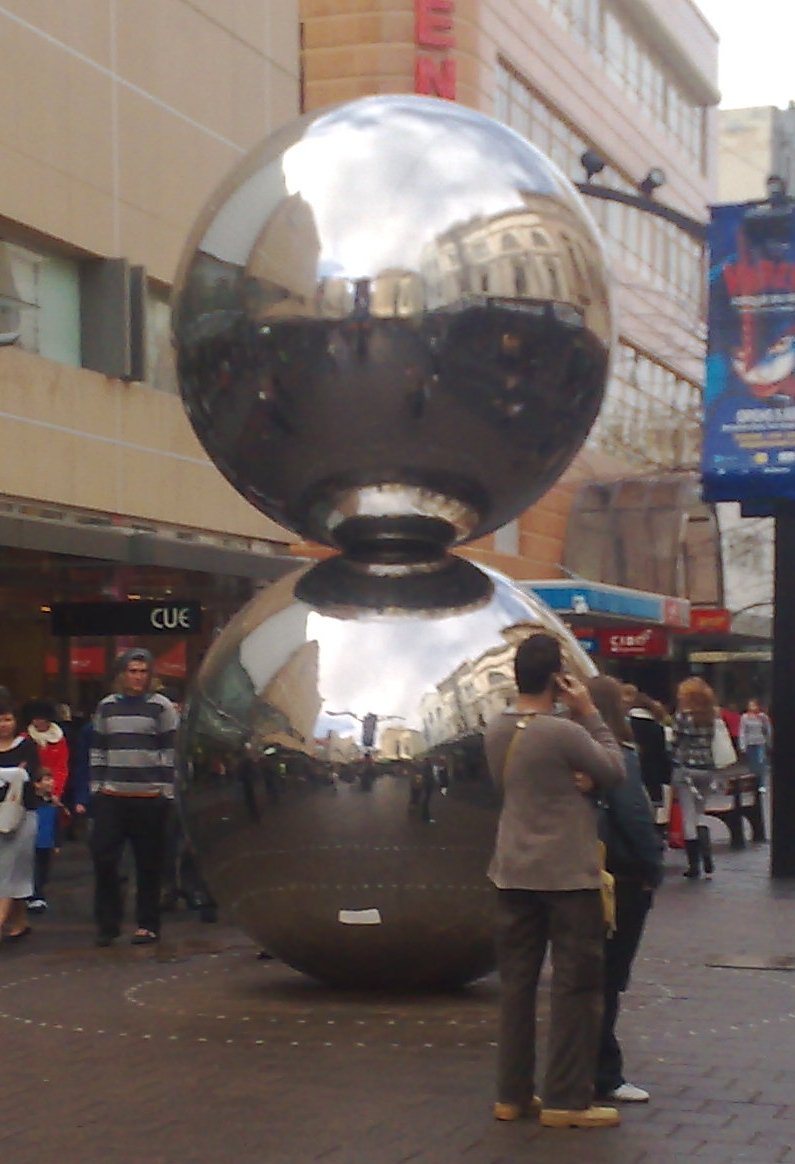
The Spheres (1979)
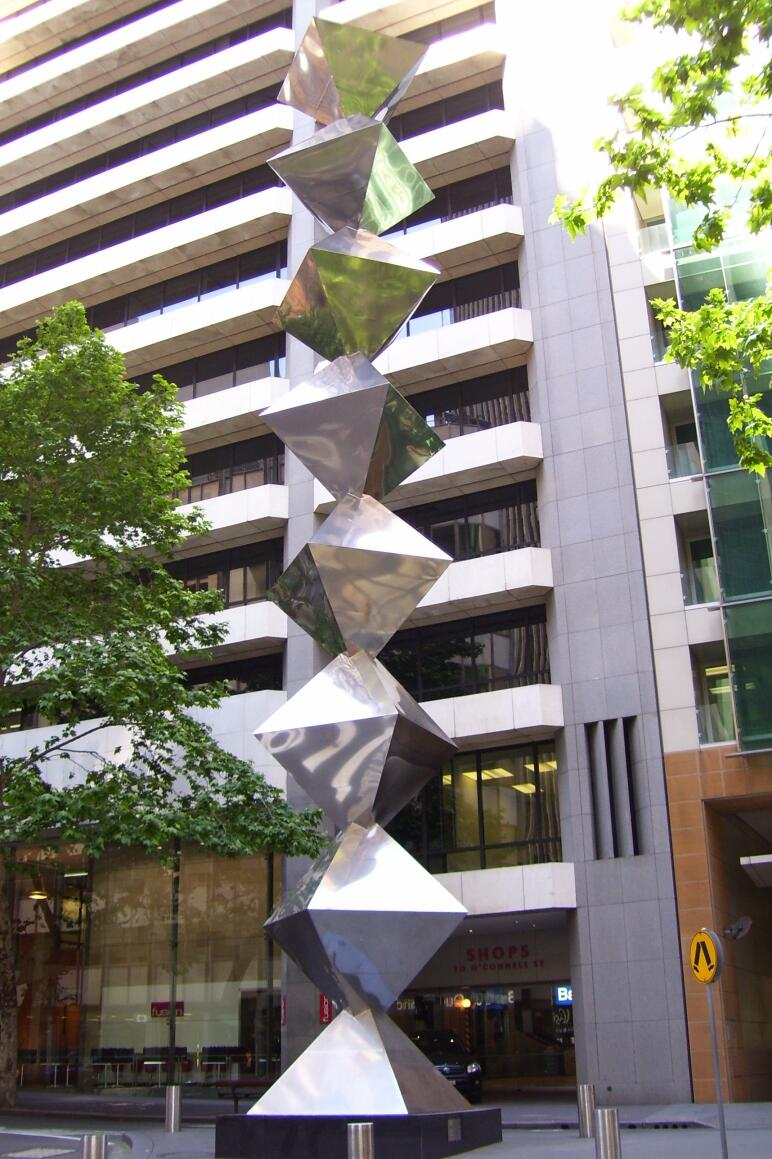
Pyramid Tower (1981)
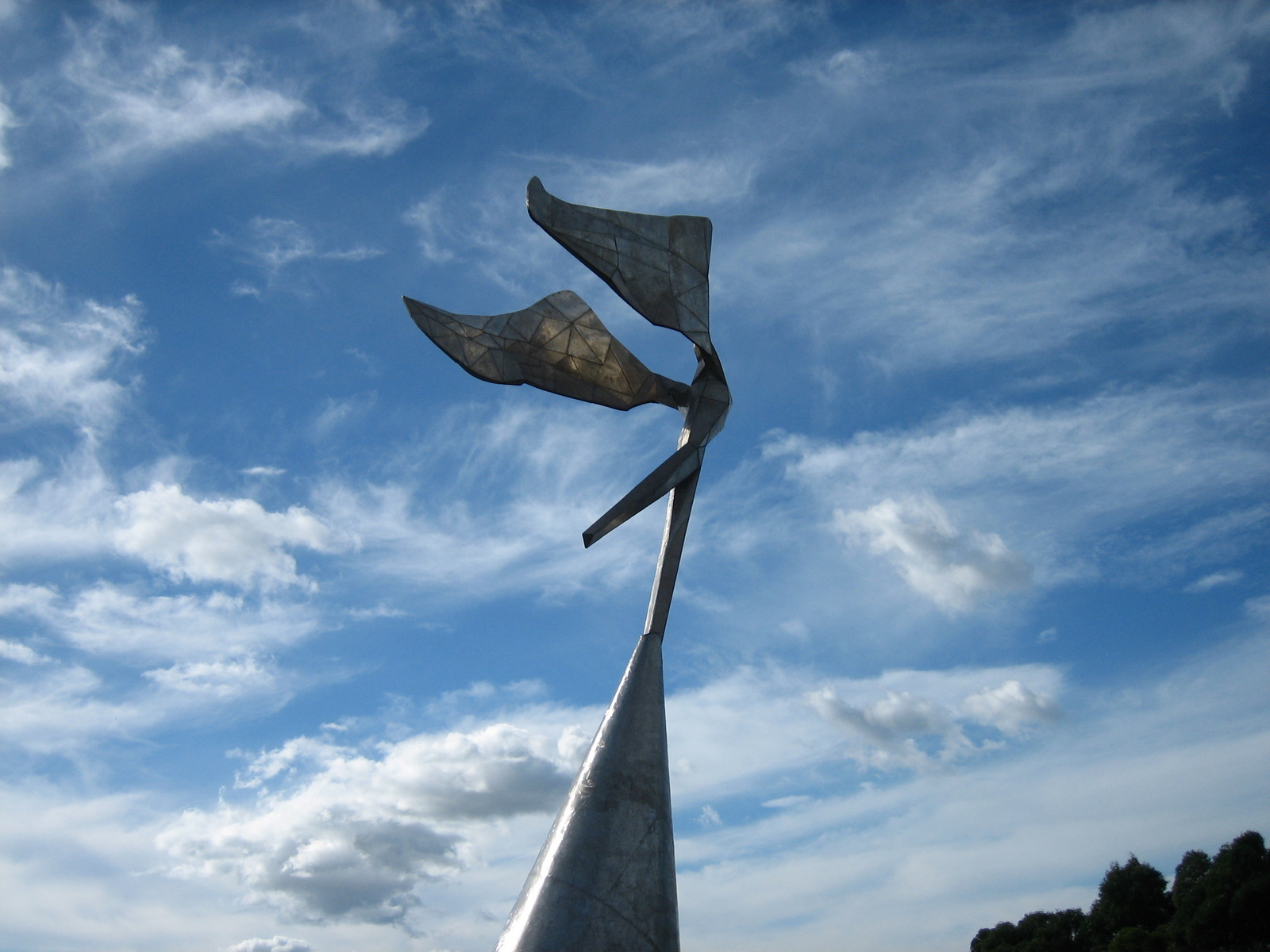
Winged Figure - Lawrence Hargrave Memorial (detail, 1988)